# کک نکست ۲۰
کک نکست ۲۰ (انگلیسی: CAC Next 20) از شاخص‌های بازار بورس پاریس و یورونکست آمستردام است، که از سال ۲۰۰۵ راه‌اندازی شد و هم‌اکنون از ۲۰ شرکت دارای بالاترین ارزش بازار سرمایه در بازارهای بورس پاریس و آمستردام تشکیل می‌شود.